# Сетмонсель
Сетмонсе́ль (фр. Septmoncel) — колишній муніципалітет у Франції, у регіоні Бургундія-Франш-Конте, департамент Жура. Населення — 683 осіб (2011).
Муніципалітет був розташований на відстані близько 390 км на південний схід від Парижа, 100 км на південь від Безансона, 45 км на південний схід від Лонс-ле-Соньє.

## Історія
У 1956-2015 роках муніципалітет перебував у складі регіону Франш-Конте. Від 1 січня 2016 року належав до нового об'єднаного регіону Бургундія-Франш-Конте.
1 січня 2017 року Сетмонсель і Ле-Молюн було об'єднано в новий муніципалітет Сетмонсель-ле-Молюн.

## Демографія
Динаміка населення (Insee, Ehess ):
Розподіл населення за віком та статтю (2006):
| Стать | Всього | До 15 років | 15-24 | 25-44 | 45-64 | 65-85 | Понад 85 |
| --- | ------ | ----------- | ----- | ----- | ----- | ----- | -------- |
| Чоловіки | 284    | 44          | 32    | 76    | 76    | 52    | 4        |
| Жінки | 352    | 40          | 52    | 72    | 80    | 92    | 16       |
| \| Статево-вікова піраміда \| Статево-вікова піраміда \| Статево-вікова піраміда \| \| ----------------------- \| ----------------------- \| ----------------------- \| \| Чоловіки \| Вік \| Жінки \| \| 4 \| 85 + \| 16 \| \| 4 \| 80-84 \| 16 \| \| 20 \| 75-79 \| 36 \| \| 12 \| 70-74 \| 16 \| \| 16 \| 65-69 \| 24 \| \| 12 \| 60-64 \| 16 \| \| 12 \| 55-59 \| 24 \| \| 24 \| 50-54 \| 12 \| \| 28 \| 45-49 \| 28 \| \| 28 \| 40-44 \| 36 \| \| 32 \| 35-39 \| 20 \| \| 12 \| 30-34 \| 12 \| \| 4 \| 25-29 \| 4 \| \| 12 \| 20-24 \| 16 \| \| 20 \| 15-20 \| 36 \| \| 12 \| 10-14 \| 12 \| \| 28 \| 5-9 \| 4 \| \| 4 \| 0-4 \| 24 \| |        |             |       |       |       |       |          |
| Статево-вікова піраміда |        |             |       |       |       |       |          |
| Чоловіки | Вік    | Жінки       |       |       |       |       |          |
| 4 | 85 +   | 16          |       |       |       |       |          |
| 4 | 80-84  | 16          |       |       |       |       |          |
| 20 | 75-79  | 36          |       |       |       |       |          |
| 12 | 70-74  | 16          |       |       |       |       |          |
| 16 | 65-69  | 24          |       |       |       |       |          |
| 12 | 60-64  | 16          |       |       |       |       |          |
| 12 | 55-59  | 24          |       |       |       |       |          |
| 24 | 50-54  | 12          |       |       |       |       |          |
| 28 | 45-49  | 28          |       |       |       |       |          |
| 28 | 40-44  | 36          |       |       |       |       |          |
| 32 | 35-39  | 20          |       |       |       |       |          |
| 12 | 30-34  | 12          |       |       |       |       |          |
| 4 | 25-29  | 4           |       |       |       |       |          |
| 12 | 20-24  | 16          |       |       |       |       |          |
| 20 | 15-20  | 36          |       |       |       |       |          |
| 12 | 10-14  | 12          |       |       |       |       |          |
| 28 | 5-9    | 4           |       |       |       |       |          |
| 4 | 0-4    | 24          |       |       |       |       |          |

## Економіка
2010 року серед 432 осіб працездатного віку (15—64 років) 363 були активними, 69 — неактивними (показник активності 84,0%, у 1999 році було 80,9%). З 363 активних мешканців працювала 341 особа (179 чоловіків та 162 жінки), безробітними було 22 (12 чоловіків та 10 жінок). Серед 69 неактивних 26 осіб було учнями чи студентами, 28 — пенсіонерами, 15 були неактивними з інших причин.

У 2010 році в муніципалітеті числилось 305 оподаткованих домогосподарств, у яких проживали 679,0 особи, медіана доходів виносила 22 052 євро на одного особоспоживача